# Sortie collecteur ouvert
Le collecteur ouvert est un type de sortie de circuit intégré logique de technique bipolaire. Le terme équivalent drain ouvert est utilisé dans le cas de technique MOS.

## Principe

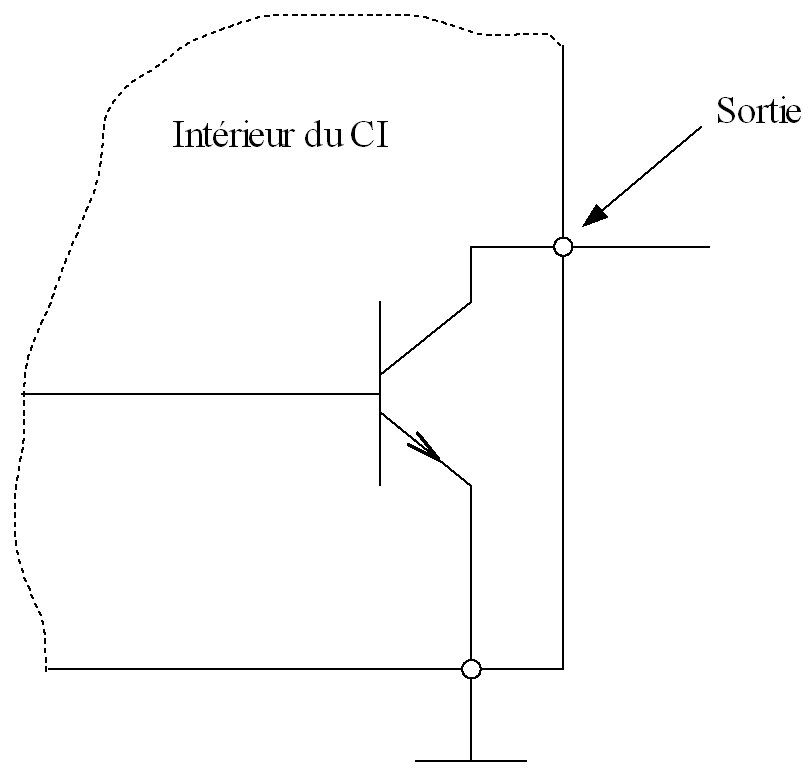
Câblage d'un collecteur ouvert.

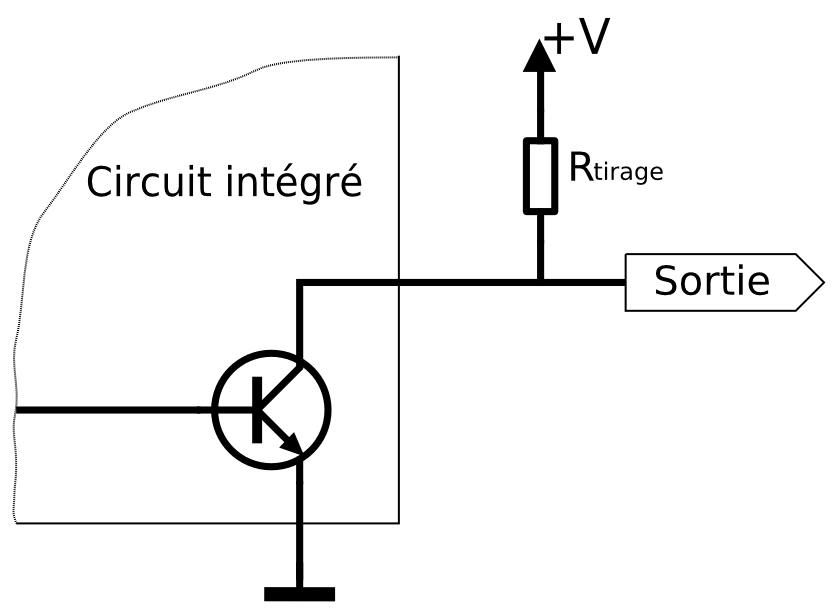
Sortie collecteur ouvert et résistance de tirage.

Lorsque la logique interne place un niveau haut en entrée, le transistor interne est saturé, et Vs ~ 0.
Lorsque la logique interne place un niveau bas en entrée, le transistor est bloqué, et Vs = Z (haute impédance). Cela équivaut au montage sans la sortie (elle n'influence pas le reste du montage).
Une résistance de tirage est généralement utilisée pour fixer l'état logique haute impédance Vs = Z à 1. La résistance est reliée entre l'alimentation et la sortie, et sa valeur est calculée de sorte que :
- Le courant maximal IOL que le collecteur peut absorber lors de l'état Vs = 0 et la tension VCCs sur laquelle la résistance est branchée donne la valeur minimale  VCCs/IOL.
- La capacité globale de la ligne de sortie, avec les entrées qui lui sont associées, et le débit binaire requis déterminent la valeur maximale. Le débit numérique détermine une période, comprenant un front montant, un front descendant, et deux phases de stabilité. La capacité et la résistance de tirage constituent un circuit RC, qui détermine le front montant. Dans un système du premier ordre, le temps de montée est égal à trois fois la constante de temps. Celle-ci est égal au produit de la résistance de tirage par la capacité globale[1].

- La tension de la ligne d'alimentation de la sortie est 5 V, le transistor de sortie peut absorber 15 mA. La valeur minimale est de 330 Ω.
- La vitesse de communication est de 1 Mbit/s. La période totale pour 1 bit est au maximum de 1 μs. En admettant que le seul front montant puisse utiliser la moitié de cette durée, puisque le temps de descente est bien plus faible grâce à la faible impédance du transistor passant, la constante de temps ne doit pas dépasser 0,160 μs. Avec une capacité de ligne de 100 pF, la valeur maximale de la résistance est de 1,6 kΩ.

Si on opte pour une valeur moyenne, 1 kΩ, le transistor de sortie du circuit devra absorber environ 5 mA et le montage dissipera environ 25 mW.
Certains circuits comprennent une résistance de tirage de forte valeur (typ. 100 kΩ) pour assurer un niveau haut à l'état bloqué. Cette valeur est en général trop élevée. Une résistance de tirage externe, en parallèle, peut sans inconvénient lui être ajoutée. La résistance interne a l'inconvénient de rendre plus délicate l'utilisation du circuit pour affecter le niveau d'une ligne à une tension différente de celle de l'alimentation du circuit.

## Applications
Changement de niveauLa sortie collecteur ouvert permet de commander une ligne dont les niveaux sont différents de ceux de sa famille de circuits logiques. La résistance de pull-up est reliée au niveau 1 du circuit à piloter, il suffit que la sortie collecteur ouvert supporte cette tension lorsqu'il est bloqué. C'est en général le cas jusqu'à 30 V. Cette caractéristique permet également de séparer les alimentations de la logique interne et du périphérique commandé (réduction des perturbations).
Certains levelshifters utilisent des sorties collecteur ouvert pour réaliser la conversion de tension entre familles de circuits logiques : un signal logique 0-1.8V peut être converti en signal logique 0-5V à l'aide d'une résistance de pull-up reliée au 5V, sous la condition que le transistor de sortie supporte la tension de 5V lorsqu'il est bloqué.
InterfaceBien que les comparateurs (en) soient des circuits analogiques à l'entrée, leur sortie est logique. Ils sont souvent construits avec une sortie à collecteur ouvert, qui leur donne un grand nombre d'emplois. La fonction de base du comparateur est la conversion analogique-numérique sur 1 bit. Les tensions d'alimentation du circuit, par exemple de plus et moins 15 V, doivent encadrer les tensions à comparer. Pour que la sortie à collecteur ouvert commande directement un circuit logique, il suffit que la résistance de tirage soit branchée sur la tension correspondant au 1 logique, par exemple, 5 V. Le comparateur sert aussi d'interface et pour la mise en forme du signal logique avec ou sans hystérésis. Associé à un générateur de courant et un condensateur, un comparateur à hystérésis permet la conversion voltage-fréquence ou voltage-rapport cyclique.
Puissance de sortieUne sortie collecteur ouvert associé à un transistor extérieur permet de commuter une charge importante, moteur, relais ou autres.
Fonction OUSur une carte numérique il peut être intéressant de relier les sorties collecteur ouvert de plusieurs circuits intégrés de manière à réaliser une Fonction NON-OU : si une sortie au moins est activée, le signal passe à 0 (NI 2012). On trouve ce système par exemple sur la gestion de défaut d'alimentation de certains régulateurs de tension.
Entrées / sortiesCertaines sorties bidirectionnelles (entrée ou sortie) utilisent un collecteur ouvert pour ne pas provoquer de conflit.
BusLes sorties à collecteur ouvert permettent la réalisation d'un bus. Plusieurs sorties sont reliées à la même ligne. Les sorties inactives restent à l'état bloqué ; la sortie active fixe l'état de la ligne. Si deux sorties sont actives en même temps, aucun dommage ne s'ensuit. Cela procure certains avantages comme la gestion multi-maître, la gestion de conflits de protocole sans conflit électrique, et la bidirectionalité. L'inconvénient est que la résistance de pull-up, d'impédance plus élevée que celle d'une sortie totem-pole, induit un temps de montée plus long, empêchant d'augmenter la fréquence du bus. Ce système est fréquemment utilisé pour les bus d'interruption matérielle. On les trouve aussi dans des bus série maître esclave, tels que l'I2C.